# 75
Cette page concerne l'année 75  du calendrier julien. Pour l'année 75 av. J.-C., voir 75 av. J.-C. Pour le nombre 75, voir 75 (nombre). Pour les autres significations, voir 75 (homonymie).
L'année 75 est une année commune qui commence un dimanche.

## Événements
- 5 septembre : début du règne de Zhangdi, empereur Han de Chine à vingt ans[1].

- Révolte contre les Chinois au Tarim : Kachgar et Tourfan sont assiégées. L'ordre est donné de Luoyang d'évacuer le Tarim. Ban Chao fait mine de battre en retraite de Kachgar vers Khotan mais se ravise et reprend Kachgar. En même temps, l'armée chinoise de Ganzhou reconquiert Tourfan sur les Xiongnu du Nord. Ban Chao convainc l’empereur de l’utilité du contrôle de l’Asie centrale dans la lutte contre les Xiongnu[2].
- Table de patronat découverte à Banasa, inscription attestant de la réorganisation de la Maurétanie Tingitane[3].
- Julius Frontinus, légat de Bretagne, combat victorieusement des Silures au Pays de Galles (75-77)[4].

## Décès en 75
- Han Mingdi, empereur Han de Chine.